# Helius ferruginosus
Helius ferruginosus är en tvåvingeart som först beskrevs av Enrico Adelelmo Brunetti 1912.  Helius ferruginosus ingår i släktet Helius och familjen småharkrankar. Inga underarter finns listade i Catalogue of Life.